# Милан Тепић
Милан Тепић (Комленац, код Босанске Дубице, 26. јануар 1957 — Бјеловар, 29. септембар 1991) био је мајор Југословенске народне армије и народни херој Југославије.
Потицао је из Поткозарја, области која је у току Другог светског рата тешко страдала од усташког терора. Основну школу и гимназију завршио је у родном селу и Босанској Дубици, а 1975. је уписао Војнотехничку академију у Загребу.
Након завршетка Академије, 1980. добио је чин поручника и прву службу у гарнизону у Славонској Пожеги, где се налазила аутојединица. Године 1986. премештен је у гарнизон у Вараждину, где се налазила механизована бригада. Као вредан и одговоран официр ванредно је 22. децембра 1990. унапређен у чин мајора.
Маја 1991, у време првих оружаних сукоба у Хрватској, премештен је у гарнизон у Бјеловару, где је била смештена 265. моторизована бригада. Почетком септембра, нашао се у војном складишту „Барутана” у шуми Беденик, у близини Бјеловара, ради организовања његове одбране. Након блокаде бјеловарске касарне и других војних објеката, као и серије мањих инцидената, овде га је 29. септембра 1991. затекао напад на бјеловарски гарнизон од стране припадника Збора народне гарде (ЗНГ).
Видевши да се налази у тешкој ситуацији, а не желећи да складиште муниције преда хрватским сепаратистима, одлучио је да већ раније минирано складиште дигне у ваздух, што је и учинио око 10:40 часова истог дана. Јака експлозија која је потресла цели Бјеловар, усмртила је и десетак припадника „зенги” који су се у току опсаде приближили огради складишта. Непосредно пре Тепића, погинули су и војници ЈНА Стојадин Мирковић и Драган Драгановић који су одбили његово наређење да напусте складиште и наставили да дејствују по непријатељу.
За јуначки подвиг приликом дизања у ваздух складишта наоружања, када је свесно жртвовао свој живот, Председништво СФРЈ га је 19. новембра 1991. одликовало Орденом народног хероја, што га чини последњим народним херојем Југославије.

## Биографија
Милан Тепић рођен је 26. јануара 1957. у селу Комленац, код Босанске Дубице. Ово кнешпољско село, смештено у близини ушћа Мљечанице у Уну, као и друга поткозарска села тешко је страдало у току Другог светског рата, када је 258 житеља убијено као жртве фашистичког терора, док су 58 житеља погинули као партизански борци. Током рата страдало је више од половине предратног становништва села, које је бројало 532 становника. У фашистичком терору, који су предводиле усташе из оближњег села Баћин, смештеног на левој обали Уне, страдали су и чланови породице Тепић. Ово село било је усташко упориште, познато по локалитету „Баћинске кречане”, где је у предратној кречани вршена производња креча за потребе логора Јасеновац, као и извођене ликвидације цивилног становништва српске националности са подручја Поткозарја и Баније, као и из околине Сремске Митровице, а процењује се да је овде убијено преко 10.000 људи. Миланов отац Стево Тепић (1930—1999), био је у време рата дечачић и успео је да са неколико чланова породице преживи усташке покоље. У браку са Миленом Тепић (1937—2018), поред сина Милана, имао је и две ћерке — Милку и Марију.
Прва четири разреда основне школе похађао је у родном селу Комленац, док је више разреде похађао у Основној школи „Фадил Шерић” у Босанској Дубици, путујући сваки дан нешто више од пет километара. Након завршене основне школе, похађао је дубичку Гимназију „Мира Цикота”. Током основног и средњег школовања заволео је математику и физику, а за време гимназијских дана са друговима из разреда Емиром Емшом, Сакибом Лелићем и Хасаном Идризовићем, основао је неку врсту музичког састава, коме су дали назив „Елит” (по почетним словима њихових презимена). Био је одличан ученик, а од трећег разреда гимназије постао је војни стипендиста. Интересовање за војни позив, код Милана јавило се преко официра ЈНА и партизанског првоборца Душана Букве, који је био пријатељ његовог оца. Буква је често навраћао у кућу Тепића, а како се бавио сакупљањем података из историје Комленца и околине, Милан је од њега слушао приче о прошлости свога краја. Слушао је о Пецијиној буни из 1875, чији је учесник био његов прадеда Перо Тепић, као и о усташким покољима у поткозарским селима.
Након завршене гимназије, у јесен 1975. Милан Тепић уписао је 23. класу Техничке војне академије Копнене војске ЈНА у Загребу. Био је најпре на саобраћајном смеру, а касније је као добар студент са одличним резултатима пребачен на технички смер — одсек мотори и моторна возила. Након петогодишњих студија, 1980. добио је чин поручника, a поред официрског чина стекао је и звање машинског инжењера. Прву службу добио је у Славонској Пожеги, у касарни „Никола Демоња”, где је био стациониран 243. аутонаставни центар и Пети аутотранспортни батаљон. Овде је касније био управник гарнизонске радионице за лаки ремонт. Одмах по дипломирању, запросио је своју девојку Драгицу Тепић (1959—2017), родом из села Тукључана, коју је упознао 1977. на игранци у Челебинцима, код Босанске Дубице. Венчали су се 4. октобра 1980. и почели заједнички живот у Славонској Пожеги, где су потом добили двоје деце — ћерку Тању (1982) и сина Александра (1983).
На служби у Пожеги, остао је до 1986. када је премештен у Вараждин, у касарну „Калнички партизани”, где је била смештена 32. механизована бригада, као и Други батаљон ремонтне подршке, чији је Тепић био командант. Пуковник ЈНА Берислав Попов, који је од 1989. био командант 32. механизоване бригаде и командант касарне, био је претпостављени официр Тепићу, иако се његова директна команда налазила у Загребу, у Штабу 10. корпуса ЈНА. Он је Тепића описао као — доброг официра са израженим радним навикама, који није трпео површност и препуштање ствари случају. Његова упорност и одговорност у раду, представљала је пример рада и радне дисциплине и изазивала поштовање код већине старешина. Тепић је велику пажњу поклањао организацији живота и рада у јединици, као и планирању и реализацији задатака, због чега је имао велику самосталност у раду. У чин мајора ванредно је унапређен 22. децембра 1990. поводом Дана армије, када је постао један од најмлађих официра ЈНА са чином мајора (не рачунајући ратни период).

### Почетак рата у Хрватској
Крајем 1980-их, током Тепићевог службовања у Вараждину, Европу и Југославију задесиле су крупне политичке промене. Економско и политичко слабљење Совјетског Савеза, током 1989. кулминирало је низом политичких промена у источној Европи, које су резултирале сломом социјалистичког система и распадом Варшавског пакта. Ове промене битно су утицале на Социјалистичку Федеративну Републику Југославију (СФРЈ), која се од почетка 1980-их налазила у економској и политичкој кризи, која је јануара 1990. довела да распада Савеза комуниста Југославије (СКЈ), тада једине владајуће политичке организације и увођења вишепартијског система у југословенским републикама. На таласу демократских промена, дошло је до формирања политичких партија које су отворено заступале идеје о самосталности појединих република од Југославије. Крајем априла 1990. у СР Хрватској одржани су први вишестраначки избори на којима је власт освојила опозициона Хрватска демократска заједница (ХДЗ), а 30. маја за председника Председништва СР Хрватске изабран је Фрањо Туђман, бивши генерал-мајор ЈНА. Туђман, који је био повезан са усташком емиграцијом, отворено је говорио о потреби одвајања Хрватске од СФРЈ и јавно изражавао нетрпељивост према Србима у Хрватској. Већ крајем јула исте године Сабор СР Хрватске донео је одлуку о промени назива Социјалистичке Републике Хрватске у Република Хрватска и измени државних симбола, којим је у употребу враћен „историјски хрватски грб“ са шаховницом. Ово, као и најава промене Устава, којом би Срби изгубили статус конститутивног народа, изазвало је незадовољство код припадника српског народа у Хрватској и погоршало међунационалне односе, посебно у мешовитим срединама.
Још у јесен 1990, нове хрватске власти почеле су са илегалним набављањем наоружања за евентуални рат, а набавком је између осталих руководио Мартин Шпегељ, бивши генерал-пуковник ЈНА. Ово је резултирало „афером Шпегељ” са којом је јавност упозната крајем јануара 1991. године. Доношењем новог Устава Републике Хрватске, 21. децембра 1990, Хрватска је дефинисана као „дом Хрвата и других народа“, чиме је Србима у Хрватској и званично укинут статус конститутивног народа. Оваква ситуација све више је водила у заоштравање међунационалних односа и продубљивање политичке кризе, па је истог дана када је донет нови хрватски Устав, на подручју заједнице општина са српском већином, на простору Северне Далмације, Лике, Баније и Кордуна, проглашена Српска аутономна област Крајина.
Напета политичка ситуација створила је националну нетрпељивост, која је манифестована низом разних инцидената. У национално чистим срединама, какав је био Вараждин, у коме се мајор Тепић налазио на служби, породице припадника ЈНА, а нарочито оне српске националности, биле су под посебним притиском. Поучен догађајима из Другог светског рата, након првих инцидената и неприлика које су његова деца имала у основној школи, Милан је половином јануара 1991. одлучио да породицу пресели код својих родитеља у родно село Комленац. Супруга и родитељи тада су покушали да га наговоре да напусти војну службу и запосли се као машински инжењер у Босанској Дубици, али је он то одлучно одбио правдајући се да је положио официрску заклетву.
Пратећи потезе словеначког руководства, које је још 23. децембра 1990. расписало референдум о осамостаљивању Словеније од СФРЈ, на коме је добило подршку 93% бирача, хрватско руководство је почело са најавама референдума, што је резултирало нове сукобе. До првих оружаних сукоба између припадника МУП Хрватске и локалних Срба, дошло је најпре почетком марта инцидентом у Пакрацу, а потом крајем истог месеца сукобом на Плитвичким језерима. Како ови инциденти не би прерасли у отворени сукоб, дошло је до интервенције јединица Југословенске народне армије (ЈНА) које су представљале „тампон зону” између сукобљених страна. До новог сукоба дошло је 2. маја 1991. у Боровом Селу, код Вуковара, када је поново интервенисала ЈНА. Референдум о независности Хрватске одржан је 19. маја 1991. и на њему је 94% гласача подржало осамостаљење од СФРЈ. Срби у Хрватској бојкотовали су овај референдум, организујући претходно 12. маја на територији САО Крајине референдум о присаједињењу Србији и останку у Југославији.

### Премештај у Бјеловар
Половином маја 1991, мајор Милан Тепић добио је нову прекоманду у Бјеловар, у касарну „Божидар Аџија”, на дужност начелника Техничке службе 265. моторизоване бригаде ЈНА. Командант ове јединице, био је пуковник Рајко Ковачевић, Тепићев земљак родом из грмечког села Велики Радић, код Босанске Крупе. Они су заједно пратили даљи развој ситуације у Југославији, која је кулминирала 25. јуна 1991. када су истовремено Скупштина Словеније и Сабор Хрватске прогласили независност од СФРЈ. Савезно извршно веће (СИВ) ове одлуке је прогласило нелегалним и донело одлуку да јединице Југословенске народне армије поново успоставе контролу над граничним прелазима, што је довело од оружаних сукоба у Словенији. Ситуација се смирила почетком јула, посредовањем Европске заједнице и потписивањем Брионске декларације, којом је стављен мораторијум од три месеца на проглашење независности Словеније и Хрватске, након чега је донета одлука о повлачењу јединица ЈНА из Словеније. Половином јула у посету бјеловарском гарнизону дошао је генерал-мајор Владимир Трифуновић, командант 32. вараждинског корпуса ЈНА. Приликом разговора са генералом, официри из бјеловарског гарнизона тражили су одобрење да напусте Бјеловар и повуку се према полигону у правцу Дарувара и Грубишиног Поља, како би избегли евентуално окружење у касарни, попут оних у Словенији. Генерал Трифуновић тада им је пренео наређење војног врха да се сваки објекат мора чувати и бранити од евентуалних провокација.
Бјеловарски гарнизон, под командом пуковника Рајка Ковачевића, био је смештен у Бјеловару на неколико локација, које су чинили — Дом ЈНА у центру Бјеловара; гарнизонска касарна „Божидар Аџија” на Војновићу у западном делу Бјеловара, где се налазила команда гарнизона и већина ратне технике; војно складиште „Логор” на Сајмишту у источном делу града, где се налазило складиште тенкова и друге ратне технике, као и наоружање заплењено од јединица Територијалне одбране; Радарска станица и центар везе противваздушне одбране ЈНА у Звијерцима на северном крају Бјеловара; као и складиште „Барутана” у шуми Беденик, северозападно од Бјеловара, где се налазила велика количина наоружања и минско-експлозивних средстава. Због велике важности војног складишта у шуми Беденик, официри из касарне у Бјеловару месечно су се смењивали на дежурству у складишту, а почетком септембра 1991. дежурство у складишту преузео је мајор Тепић, који се одмах по доласку упознао са свим старешинама и војницима, који су се налазили на овом објекту и приступио организовању одбране објекта.
У редовним околностима за безбедности војног складишта била су задужена тројица старешина и око 50—60 војника, који су на располагању имали четири оклопна транспортера. У околностима распада Југославије, у току лета 1991, велики број војника, али и старешина хрватске националности је дезертирао, па су се на обезбеђењу војног складишта тада нашла свега десеторица војника. У склопу организовања одбране складишта, Тепић је наредио да се сви прилази објекту поново минирају, сумњајући да његов претходник, који је био Хрват по националности, овај посао није урадио како треба. Од самог почетка Тепић је војницима изнео план да ће у случају напада на складиште муниције, дићи у ваздух и објекат и себе, али да ће их о томе на време обавестити како би се благовремено склонили на безбедно место и преживели детонацију.

### Погибија
Једанпут људи дају ријеч, она остаје или се погази. Ја сам дао ријеч да ћу да браним ову земљу ако јој буде тешко.

— Милан Тепић, 
Септембра 1991. хрватске оружане снаге, оличене у Збору народне гарде (ЗНГ), који је формално формиран у оквиру Министарства унутрашњих послова Хрватске, отпочеле су „битку за касарне”. Циљ ове операције био је окружење јединица Југословенске народне армије (ЈНА) у блокираним касарнама и њихово приморавање на предају, услед чега би хрватске снаге дошле до њиховог наоружања, а посебно ратне технике коју до тада нису имали. Наредбу о почетку блокади касарни ЈНА издао је 12. септембра 1991. председник Хрватске Фрањо Туђман, а као оправдање за покретање операције истицано је да се ЈНА сврстала на страну „побуњених Срба”. Поред загребачке касарне „Маршал Тито”, касарна „Калнички партизани” у Вараждину, у којој се налазило седиште 32. корпуса ЈНА, била је највећа на подручју Хрватске. Како се у овој касарни налазила 32. оклопно механизована бригада, са доста тенкова и друге ратне технике, очекивани плен хрватских снага био је велик. Опсада касарне отпочела је у ноћи 13/14. септембра, када су јој искључене струја и вода, а борбе су отпочеле 15. септембра. Услед недостатка очекиване помоћи, након недељу дана спорадичних борби, командант корпуса генерал Владимир Трифуновић је 22. септембра 1991. предао касарну, са великом количином наоружања, међу којима је било тенкова, оклопних возила и других ратних средстава.
Након заузимања гарнизона у Вараждину, на удару се нашао бјеловарски гарнизон, који је био знатно ослабљен крајем августа 1991, након упућивања пуковника Милана Челекетића са три стотине војника и старешина у правцу Дарувара и Новске. Дан пре пада касарне у Вараждину, отпочела је потпуна блокада свих војних објеката ЈНА у Бјеловару. Наредба о нападу на гарнизон ЈНА донета је 27. септембра 1991. у Загребу, а према претходном плану „Билогора”, Кризни штаб Бјеловара требало је да координира свим акцијама хрватских снага из Бјеловара, као и неким прикљученим снагама из Вараждина, док је за команданта напада био одређен Желимир Шкарец. Напад на све војне објекте бјеловарског гарнизона отпочео је у недељно ујутро 29. септембра 1991. око 7:30 часова, а мало пре тога дошло је до првих сукоба код складишта муниције у шуми Беденик. Након пола сата борби, око 8:00 часова дошло је до предаје ваздухопловаца у Радарској станици противваздушне одбране смештене у Звијерцима, а око 8:30 до предаје зграде старе команде, односно Дома ЈНА у центру Бјеловара, као и војног складишта „Логор” на Сајмишту. У току напада, пуковник Рајко Ковачевић контактирао је команду Пете армијске области у Загребу и тражио да у правцу Бјеловара упути барем два авиона како би им олакшали положај. Уместо обећане војне помоћи команда им је упутила посматрачку мисију Европске заједнице, коју су припадници „зенги” зауставили на прилазу Бјеловару, ради „њихове личне безбедности”. 
Истовремено са нападом на војне објекте у самом Бјеловару, извршен је и напад на војно складиште у шуми Беденик у близини Бјеловара. Група опкољених војника, која је обезбеђивала складиште пружила је тада одлучан отпор, а прилази складишту били су покривени са оклопних транспортера. Након што је један од транспортера уништен противоклопном ракетом, посада је успела да се извуче из олупине и склони на предвиђено место. Када је постало јасно да се складиште више не може одбранити, мајор Тепић наредио је свим војницима да се склоне на безбедно место, како би могао да активира детонатор и уништи складиште муниције. Ову наредбу одбили су војници Драган Драгановић (1972—1991) и Стојадин Мирковић (1972—1991), који је наставио да дејствује из свог транспортера, након чега је био смртно погођен. Након Мирковићеве погибије, када се уверио да су остали војници на безбедном месту, мајор Милан Тепић активирао је детонатор, након чега је уследила јака експлозија. Огромна бела печурка и облак дима видели су се чак до Гарешнице и мађарске границе. Поред Тепића у експлозији је погинуло и 11 хрватских бораца, који су се у току напада превише приближили огради складишта. Преживели војници и старешине ЈНА, њих укупно деветоро, заробиле су хрватске снаге, а у знак одмазде стрељале су старијег водника Ранка Стевановића из Ниша.
Након експлозије у војном складишту, једини отпор настављен је из касарне „Божидар Аџија” на Војновићу, где се налазила команда 265. моторизоване бригаде. Отпор је пружан до раних вечерњих часова, а око 18:30 часова пуковник Ковачевић наредио је предају и одлагање оружја. Након уласка у касарну, представници Кризног штаба Бјеловара наредили су да се припадници ЈНА скину до појаса, а по наређењу Јуре Шимића, председника Кризног штаба, стрељани су командант гарнизона, пуковник Рајко Ковачевић и његови помоћници, потпуковник Миљко Васић и капетан прве класе Драгиша Јовановић. Такође, по Шимићевом наређењу, грађани Бјеловара морали су обићи заузету касарну, у којој су били изложени лешеви убијених официра. У току предаје бјеловарског гарнизона, припадници Збора народне гарде и хрватске полиције заробили су 60 официра, подофицира и грађанских лица на служби у ЈНА и 365 војника, од којих су већина били на одслужењу војног рока. Приликом напада на гарнизон погинуло је 14 војника ЈНА, од чега су шесторица погинула у касарни на Војновићу, док их је око 30 било рањено. Након заробљавања, шесторица резервиста ЈНА са подручја Бјеловара била су издвојена и одведена у полицијску станицу, а неколико дана касније су стрељани у близини села Мало Кореново. Сви заробљени припадници ЈНА, размењени су новембра 1991. за заробљене припаднике Хрватске војске, на мосту између Славонског и Босанског Шамца, уз посредовање међународног Црвеног крста.

## Народни херој Југославије
Након погибије, мајор Милан Тепић упоређиван је са Стеваном Синђелићем, јунаком из Првог српског устанка, који је погинуо 1809. у боју на Чегру, претходно дигавши у ваздух бурад са барутом изазвавши експлозију у којој је страдало пуно Турака. Опеван је у многим народним и гусларским песмама, а певач Борислав Зорић посветио му је песму под називом Ој Тепићу нови Синђелићу. Председништво СФРЈ, којим је председавао потпредседник Бранко Костић, 19. новембра 1991. мајора Милана Тепића је за јуначки подвиг у борби против надмоћнијег непријатеља, за дизање у ваздух складишта наоружања у гарнизону Бјеловар, свесно жртвујући свој живот, постхумно одликовало Орденом народног хероја и прогласило народним херојем Југославије. Како је убрзо дошло да распада Југославије, Тепић је постао њен последњи народни херој.
Народна скупштина Републике Српске је у знак поштовања према Милану Тепићу 25. априла 1993. установила Медаљу мајора Милана Тепића, на чијој се предњој страни налази лик Милана Тепића. Ова медаља додељује се за исказану личну храброст у борби за слободу земље, где је исказан висок степен самопожртвовања. Одлуком Скупштине града Београда 1992. дотадашња Улица Стјепана Радића на Дедињу, у близини болнице „Др Драгиша Мишовић”, понела је име Улица народног хероја Милана Тепића, а у улици је пар година касније подигнута спомен-плоча са бронзаним ликом Милана Тепића. На платоу, преко пута уласка у ову улицу, на двадесетшесту годишњицу погибије 29. септембра 2017. откривен је споменик Милану Тепићу, рад београдске вајарке Катарине Трипковић. Поред Београда, улице са његовим именом на територији Републике Србије постоје у — Алексинцу, Апатину, Бачкој Паланци, Белој Паланци, Великој Плани, Вршцу, Зрењанину, Инђији, Јагодини, Кули, Лесковцу, Нишу, Оџацима, Пироту, Смедереву, Сомбору, Сремској Каменици, Сремској Митровици, као и селима Бачком Брегу, Кљајићеву, Станишићу и Чонопљи, код Сомбора; Бешкој, код Инђије; Великој Крсни, код Младеновца; Врбици, код Аранђеловца; Грејачу код Алексинца; Клупцима, код Лознице и Мудраковцу, код Крушевца. Такође, улице са именом Милана Тепића постоје у Републици Српској у Бањaлуци, Источном Сарајеву, Теслићу, Козарској Дубици, Градишци и др. У бањалучкој улици названој по њему 2021. је постављена спомен-плоча.
У жељи да сачува сећање на свог некадашњег житеља, Скупштина општине Козарска Дубица донела је одлуку да се 29. септембар обележава као Дан сећања на мајора Милана Тепића, а 2007. му је постхумно доделила Златни грб општине, који је уручен његовом сину Александру. Удружење ратних добровољаца је 2016. представило књигу Хероји отаџбине — мајор Милан Тепић и војник Стојадин Мирковић аутора Новице Пешића, а 2017. редитељ Недељко Лајшић снимио је документарни филм Небо над Бјеловаром, који је посветио мајору Милану Тепићу и војнику Стојадину Мирковићу. И док за Србе Милан Тепић представља једног од највећих националних хероја у новијој историји, на њега у Хрватској гледају као на „безумног убицу”, који је у смрт одвео 11 „хрватских бранитеља”. Приликом подизања споменика Милану Тепићу у Београду, 2017. званичне хрватске власти оштро су протестовале. Место његове погибије, на простору војног складишта „Барутана” у шуми Беденик, код Бјеловара, претворено је у спомен-подручје „Барутана”, где је подигнут споменик припадницима Збора народне гарде погинулим у овој акцији. Дан напада на бјеловарски гарнизон ЈНА, 29. септембар се од 1997. обележава као Дан града Бјеловара и Дан бјеловарских бранитеља. Након погибије посмртни остаци Милана Тепића нису предати његовој породици, која је 1993. на сеоском гробљу у Комленцу подигла породичну гробницу и на њој поставила спомен-плочу посвећену Милану. Према неким наводима, његови посмртни остаци су заједно са посмртним остацима шесторице војника, сахрањени на гробљу Мирошевац у Загребу, где су заведени као Н.Н. лица.

## Галерија
- Орден народног хероја
- Спомен-плоча Милану Тепићу у Бањој Луци
- Улична табла у Београду
- Медаља мајора Милана Тепића